# Campeonato Brasiliense 2022
El Campeonato Brasiliense de Fútbol 2022 fue la 64.ª edición de la primera división de fútbol del Distrito Federal de Brasil. El torneo fue organizado por la Federação de Futebol do Distrito Federal (FFDF). El torneo comenzó el 22 de enero y finalizó el 9 de abril.
Brasiliense se consagró bicampeón tras vencer en la final al Ceilândia por segundo año consecutivo, ganando así su título estadual número 11.

## Sistema de juego

### 1.ª fase
Los 10 equipos se enfrentan en modalidad de todos contra todos a una sola rueda. Culminadas las nueve fechas, los cuatro primeros clasifican a la segunda fase. Los últimos dos equipos posicionados descienden a la Segunda División.

### 2.ª fase
Los 4 equipos provenientes de la fase anterior se enfrentan en un cuadrangular con partidos de ida y vuelta, totalizando seis fechas en total. Los 2 primeros puestos se clasifican a la final.

### Final
La final es a partidos de ida y vuelta, en caso de igualdad se definirá en tanda de penales.

### Clasificaciones
- Copa de Brasil 2023: Clasifican los dos finalistas.
- Serie D 2023: Clasifican los dos mejores equipos de la tabla acumulada que no disputen la Serie A, Serie B o Serie C en la temporada 2022 o la Serie C en 2023.
- Copa Verde 2023: Clasifican los dos finalistas.

## Equipos participantes
| Equipo      | Ciudad              | Estadio                 | Capacidad | Posición 2021      | Títulos (último) |
| ----------- | ------------------- | ----------------------- | --------- | ------------------ | ---------------- |
| Brasília    | Brasilia            | Mané Garrincha          | 72 788    | 2.º (2.ª división) | 8 (1987)         |
| Brasiliense | Taguatinga          | Serejão                 | 27 000    | Campeón            | 10 (2021)        |
| Capital     | Guará               | Mané Garrincha          | 72 788    | 5.º                | 0                |
| Ceilândia   | Ceilândia           | Abadião                 | 4800      | 2.º                | 2 (2012)         |
| Gama        | Gama                | Bezerrão                | 20 000    | 3.º                | 13 (2020)        |
| Luziânia    | Luziânia (Goiás)    | Serra do Lago           | 21 564    | 4.º                | 2 (2016)         |
| Paranoá     | Paranoá             | JK Paranoá              | 6000      | 1.º (2.ª división) | 0                |
| Santa Maria | Santa Maria         | Bezerrão                | 20 000    | 8.º                | 0                |
| Taguatinga  | Taguatinga          | Serejão                 | 27 000    | 7.º                | 5 (1993)         |
| Unaí        | Unaí (Minas Gerais) | Municipal Urbano Adjuto | 4000      | 6.º                | 0                |

| Crecimiento | Equipos provenientes del Campeonato Brasiliense de Segunda División 2021. |

## Primera fase

### Tabla de posiciones
| Pos. | Equipo      | Pts. | PJ | G | E | P | GF | GC | Dif. | Clasificación          |
| ---- | ----------- | ---- | -- | - | - | - | -- | -- | ---- | ---------------------- |
| 1    | Ceilândia   | 19   | 9  | 6 | 1 | 2 | 20 | 12 | +8   | Segunda fase.          |
| 2    | Capital     | 18   | 9  | 5 | 3 | 1 | 20 | 8  | +12  | Segunda fase.          |
| 3    | Brasiliense | 16   | 9  | 5 | 1 | 3 | 23 | 12 | +11  | Segunda fase.          |
| 4    | Gama        | 15   | 9  | 4 | 3 | 2 | 16 | 13 | +3   | Segunda fase.          |
| 5    | Santa Maria | 12   | 9  | 3 | 3 | 3 | 15 | 16 | −1   |                        |
| 6    | Paranoá     | 11   | 9  | 3 | 2 | 4 | 13 | 14 | −1   |                        |
| 7    | Brasília    | 11   | 9  | 3 | 2 | 4 | 12 | 17 | −5   |                        |
| 8    | Taguatinga  | 10   | 9  | 2 | 4 | 3 | 11 | 17 | −6   |                        |
| 9    | Unaí        | 9    | 9  | 2 | 3 | 4 | 12 | 15 | −3   | Descenso de categoría. |
| 10   | Luziânia    | 2    | 9  | 0 | 2 | 7 | 7  | 25 | −18  | Descenso de categoría. |

 Fuente: FFDF
Criterios de clasificación: 1) Puntos; 2) Partidos ganados; 3) Diferencia de gol; 4) Goles anotados; 5) Enfrentamiento directo entre los equipos en cuestión; 6) Menor cantidad de tarjetas amarillas; 7) Menor cantidad de tarjetas rojas; 8) Sorteo.

### Resultados
| Local \ Visitante | BRA | BRS | CAP | CEI | GAM | LUZ | PAR | SMA | TAG | UNA |
| ----------------- | --- | --- | --- | --- | --- | --- | --- | --- | --- | --- |
| Brasília          | —   | 2–1 | —   | —   | —   | —   | 1–0 | 1–1 | —   | 2–2 |
| Brasiliense       | —   | —   | —   | 5–1 | —   | 4–1 | 2–1 | 2–1 | 5–0 | —   |
| Capital           | 4–1 | 0–0 | —   | —   | 0–0 | —   | —   | —   | 1–1 | 3–1 |
| Ceilândia         | 2–1 | —   | 2–3 | —   | 3–0 | —   | 5–0 | —   | —   | 1–0 |
| Gama              | 4–0 | 3–2 | —   | —   | —   | —   | 0–4 | —   | 0–0 | 3–2 |
| Luziânia          | 0–2 | —   | 0–4 | 1–3 | 0–4 | —   | —   | 2–4 | —   | —   |
| Paranoá           | —   | —   | 2–1 | —   | —   | 1–1 | —   | 0–0 | 4–2 | —   |
| Santa Maria       | —   | —   | 1–4 | 2–3 | 2–2 | —   | —   | —   | 2–1 | —   |
| Taguatinga        | 3–2 | —   | —   | 0–0 | —   | 3–2 | —   | —   | —   | 1–1 |
| Unaí              | —   | 3–2 | —   | —   | —   | 0–0 | 2–1 | 1–2 | —   | —   |

## Segunda fase

### Tabla de posiciones
| Pos. | Equipo      | Pts. | PJ | G | E | P | GF | GC | Dif. | Clasificación |
| ---- | ----------- | ---- | -- | - | - | - | -- | -- | ---- | ------------- |
| 1    | Brasiliense | 13   | 6  | 4 | 1 | 1 | 8  | 2  | +6   | Final.        |
| 2    | Ceilândia   | 13   | 6  | 4 | 1 | 1 | 6  | 2  | +4   | Final.        |
| 3    | Capital     | 9    | 6  | 3 | 0 | 3 | 8  | 8  | 0    |               |
| 4    | Gama        | 0    | 6  | 0 | 0 | 6 | 2  | 12 | −10  |               |

 Fuente: FFDF
Criterios de clasificación: 1) Puntos; 2) Partidos ganados; 3) Diferencia de gol; 4) Mejor posición en Primera fase.

### Resultados
| Local \ Visitante | BRS | CAP | CEI | GAM |
| ----------------- | --- | --- | --- | --- |
| Brasiliense       | —   | 0–1 | 0–0 | 1–0 |
| Capital           | 1–2 | —   | 0–2 | 3–1 |
| Ceilândia         | 0–1 | 2–1 | —   | 1–0 |
| Gama              | 0–4 | 1–2 | 0–1 | —   |

## Final
| 2 de abril, 16:00 (UTC-3) | Brasiliense           | 2:1 (1:0) | Ceilândia | Estadio Abadião, Ceilândia                     |                                                |
|                           | Marcão 26' · Aldo 47' | Reporte   | Tartá 52' | Árbitro(s): Marcello Rudá Neves Ramos da Costa | Árbitro(s): Marcello Rudá Neves Ramos da Costa |

| 9 de abril, 15:30 (UTC-3) | Ceilândia   | 1:1 (1:0) | Brasiliense | Estadio Abadião, Ceilândia                                         |                                                                    |
|                           | Gabriel 29' | Reporte   | Aldo 67'    | Asistencia: 1 500 espectadores Árbitro(s): Maguielson Lima Barbosa | Asistencia: 1 500 espectadores Árbitro(s): Maguielson Lima Barbosa |

| Bandera del Distrito Federal de Brasil |
| Campeón                                |
| Brasiliense 11.° título                |

## Clasificación final
| Pos. | Equipo          | Pts. | PJ | G  | E | P | GF | GC | Dif. | Clasificación                                        |
| ---- | --------------- | ---- | -- | -- | - | - | -- | -- | ---- | ---------------------------------------------------- |
| 1.°  | Brasiliense (C) | 33   | 17 | 10 | 3 | 4 | 34 | 16 | +18  | Copa de Brasil 2023, Copa Verde 2023 y Serie D 2023. |
| 2.°  | Ceilândia       | 33   | 17 | 10 | 3 | 4 | 28 | 17 | +11  | Copa de Brasil 2023, Copa Verde 2023 y Serie D 2023. |
| 3.°  | Capital         | 27   | 15 | 8  | 3 | 4 | 28 | 16 | +12  |                                                      |
| 4.°  | Gama            | 15   | 15 | 4  | 3 | 8 | 18 | 25 | −7   |                                                      |
| 5.°  | Santa Maria     | 12   | 9  | 3  | 3 | 3 | 15 | 16 | −1   |                                                      |
| 6.°  | Paranoá         | 11   | 9  | 3  | 2 | 4 | 13 | 14 | −1   |                                                      |
| 7.°  | Brasília        | 11   | 9  | 3  | 2 | 4 | 12 | 17 | −5   |                                                      |
| 8.°  | Taguatinga      | 10   | 9  | 2  | 4 | 3 | 11 | 17 | −6   |                                                      |
| 9.°  | Unaí            | 9    | 9  | 2  | 3 | 4 | 12 | 15 | −3   | Segunda División 2023.                               |
| 10.° | Luziânia        | 2    | 9  | 0  | 2 | 7 | 7  | 25 | −18  | Segunda División 2023.                               |

Reglas de clasificación: 1) Puntos; 2) Partidos ganados; 3) Diferencia de gol; 4) Goles anotados; 5) Enfrentamiento directo entre los equipos en cuestión; 6) Menor cantidad de tarjetas amarillas; 7) Menor cantidad de tarjetas rojas; 8) Sorteo.